# UTC−9
| Ora standard (tot anul) Ora standard (iarna din emisfera nordică) Ora standard (iarna din emisfera sudică) | Regiune maritimă în acest fus orar Ora de vară (vara din emisfera nordică) Ora de vară (vara din emisfera sudică) |

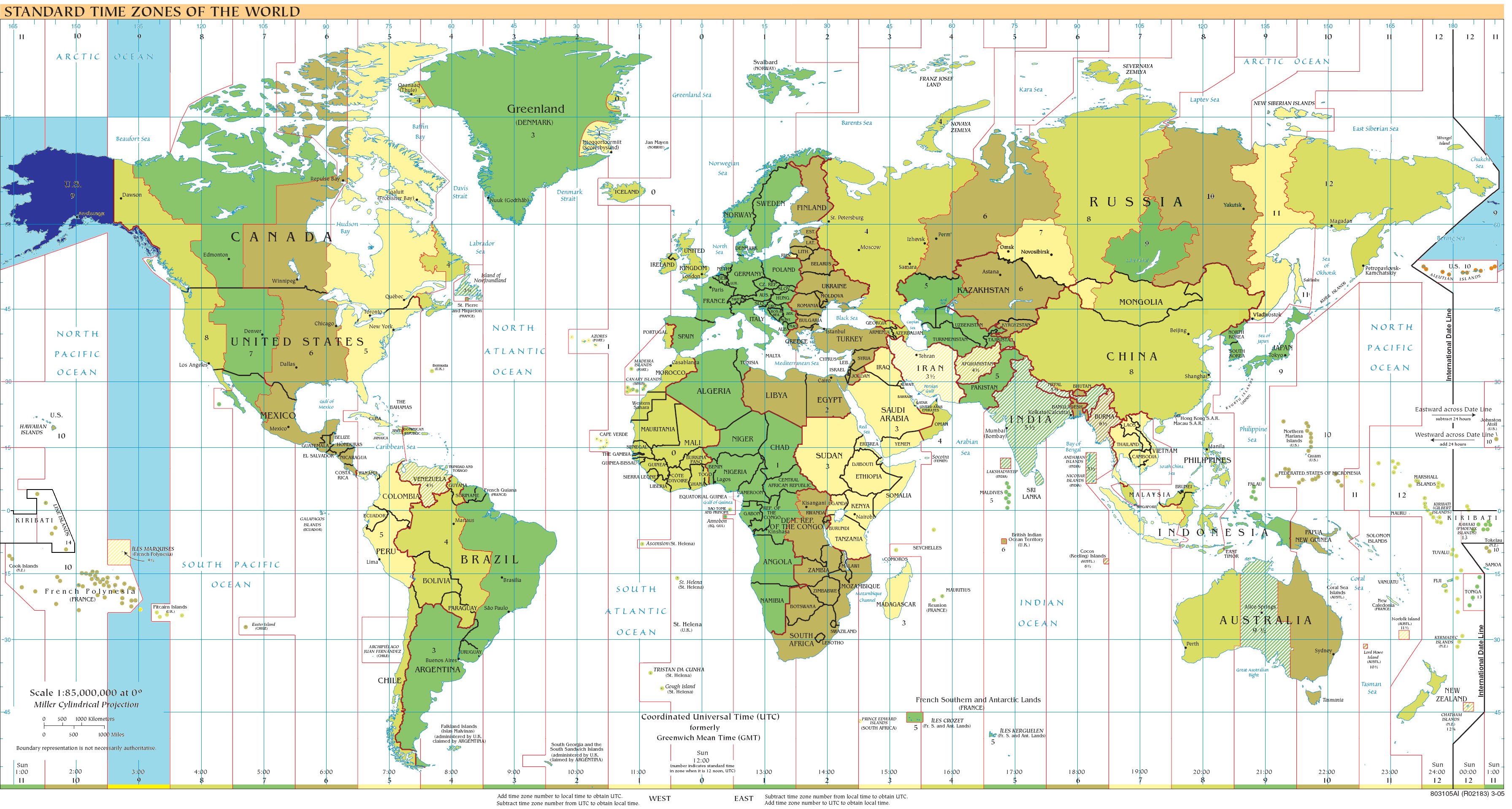
Utilizarea fusului orar UTC−9:

UTC−9 este un fus orar aflat cu 9 ore după UTC. UTC−9 este folosit în următoarele țări și teritorii:

## Ora standard (tot anul)
- Franța
  -  Polinezia Franceză [1] (GAMT - Heure de Gambier)
    -  Insulele Gambier

## Ora standard (iarna din emisfera nordică)
- Statele Unite ale Americii (AKST -  Alaska Standard Time)[2]
  -  Alaska (fără insulele Aleutine vestice)

În vara Alaska folosește fusul orar UTC−8.

## Ora de vară (vara din emisfera nordică)
- Statele Unite ale Americii (HADT - Hawaii-Aleutian Daylight Time)[2]
  -  Alaska (doar insulele Aleutine vestice)

În iarna insulele Aleutine vestice folosesc fusul orar UTC−10.